# Umberto Sacchetti

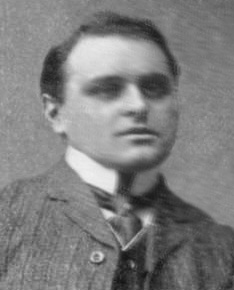
Umberto Sacchetti (ca. 1900)

Umberto Sacchetti (* 27. Januar 1874 in San Pietro in Casale; † 19. Dezember 1944 ebenda) war ein italienischer Opernsänger (Tenor). Er pendelte zwischen Italien und den USA.

## Leben
Umberto Sacchetti war der Sohn von Ludovico Sacchetti und Nazzarena, geborene Gallerani. Er verbrachte seine Kindheit mit seiner Schwester Filidea in einfachen ländlich-dörflichen Verhältnissen. Er war mit Emilia Sanguettoli verheiratet, mit der er einen Sohn hatte, Giovanni, der 1936 als Hauptmann im Abessinienkrieg fiel.
Sacchetti studierte Gesang am Liceo musicale (ab 1945 Conservatorio Giovan Battista Martini) in Bologna bei den Tenören Achille Corsi (1804–1906) und Gaetano Verati sowie daneben auch Klavier, Komposition und Dirigieren.
Während des Zweiten Weltkriegs entkam Umberto Sacchetti zwar den Bomben, trank aber aus Unachtsamkeit von einer giftigen Flüssigkeit, die er in einer dunklen Bombennacht mit einem Getränk verwechselte. Er starb daran, 70-jährig.

## Wirken
Umberto Sacchetti debütierte 1903 am Teatro Sociale in Argenta mit dem Turiddu in Mascagnis Cavalleria rusticana. 1906 trat er als Mitglied der Opernkompagnie Gordini e Marchetti am Teatro Olimpia in Mailand auf und ging danach noch im gleichen Jahr zum ersten Mal in die USA, wo er mit Erfolg mit Henry Russells San Carlo Opera Company auf Tournee war.
Zurück in Italien, sang er 1908 am Teatro Vittorio Emanuele II in Messina wiederum den Turiddu in der Cavalleria rusticana. Er konnte sich vor dem Erdbeben retten, das am 28. Dezember 1908 nahezu die ganze Stadt zerstörte. 1910 begab er sich wieder in die USA und sang den Duca di Mantova in Verdis Rigoletto und den Manrico in Verdis Trovatore im Juli/August im Idora Park in Oakland sowie im November im Auditorium Los Angeles und im Dezember im Oxnard Opera House. 1911 gab er Belcanto-Gesangsstunden bei Lesley Martin in New York. Er kehrte im gleichen Jahr nach Italien zurück und wollte dort seine Karriere sowohl in Vaudevilles als auch in Opern fortsetzen, die er auf Englisch sang. Hier nahm er den „Prolog“ aus Leoncavallos Pagliacci in sein Repertoire auf.
Er ging aber schon 1912 zum dritten Mal in die USA zurück, ging mit der Constantino Opera Company auf Tournee und sang im Juni im Tulasne Theater in New Orleans, im November im Belasco Theater in Washington sowie  im November/Dezember im Boston Opera House den Dick Johnson in Puccinis La fanciulla del West, den Pinkerton in Puccinis Madama Butterfly, den Edgardo in Donizettis Lucia di Lammermoor, den Cavaradossi in Puccinis Tosca, den Alfredo in Verdis La traviata sowie wieder den Turiddu in der Cavalleria rusticana. Während seines Aufenthalts in Boston wurde er zusammen mit 100 anderen Personen, darunter vielen Sängern, dank der Intervention des russischen Baritons Bernardo Olskansky vor dem frühmorgendlichen Brand gerettet, der das Hotel „Putnam“ zerstörte, in dem er wohnte. 1913 sang er mit der Boston Opera Company im Januar im Boston Opera House, im September im Auditorium in Fitchburg sowie im Oktober 1914 mit der Bevani Grand Opera Company im Boston Theatre wieder den Duca di Mantova in Rigoletto. Er gab im März 1916 im Orpheum in Winnipeg und im August im Stadium in Pittsburg Vaudeville-Konzerte. Im April 1915 sang er im Bijou Theater in Honolulu mit der Bevani Grand Opera Company wieder den Edgardo in Lucia di Lammermoor. Im Februar 1916 trat er in Seattle auf. Er gab in diesen Jahren laut Inseraten in den Programmheften des Boston Symphony Orchestra wieder Belcanto-Gesangsstunden bei Lesley Martin in New York.
Zu weiteren Rollen in seinem Repertoire gehörten Don José in Bizets Carmen, Ernesto, Fernando und Tonio in Donizettis Don Pasquale, La favorite und La figlia del reggimento, Lyonel in Flotows Martha, Rodolfo in Puccinis La Bohème und Don Alvaro in Verdis La forza del destino.
In Italien war er wahrscheinlich zum letzten Mal 1920 in der Rolle des Edgardo in Lucia di Lammermoor im Teatro Morgana in Rom auf der Bühne. Nach einem neuerlichen Aufenthalt in den USA kehrte er 1929, 55-jährig, endgültig nach Italien zurück und wechselte dank einer von ihm gegründeten Schneiderei für Bühnenkostüme zwischen künstlerischen und geschäftlichen Erfolgen.

## Ehrungen
- In San Pietro in Casale trägt eine Straße den Namen von Umberto Sacchetti.[10]
- In Bologna ist der Gesangswettbewerb Concorso Umberto Sacchetti nach ihm benannt.[7][11]
- Zum Anlass der Langen Nacht der Museen am 20. Mai 2017 veranstaltete das Museo di Casa Frabboni in San Pietro in Casale einen Abend zu Ehren von Umberto Sacchetti mit dem Tenor Davide Paltretti und dem Pianisten Dario Tondelli. Gleichzeitig wurde die Ausstellung Umberto Sacchetti. Un tenore italiano in America, l’emigrante del bel canto eröffnet.[12]